# Crepidium flavovirens
Crepidium flavovirens är en orkidéart som beskrevs av David Lloyd Jones och Mark Alwin Clements. Crepidium flavovirens ingår i släktet Crepidium, och familjen orkidéer. Inga underarter finns listade i Catalogue of Life.